# Saab Sonett

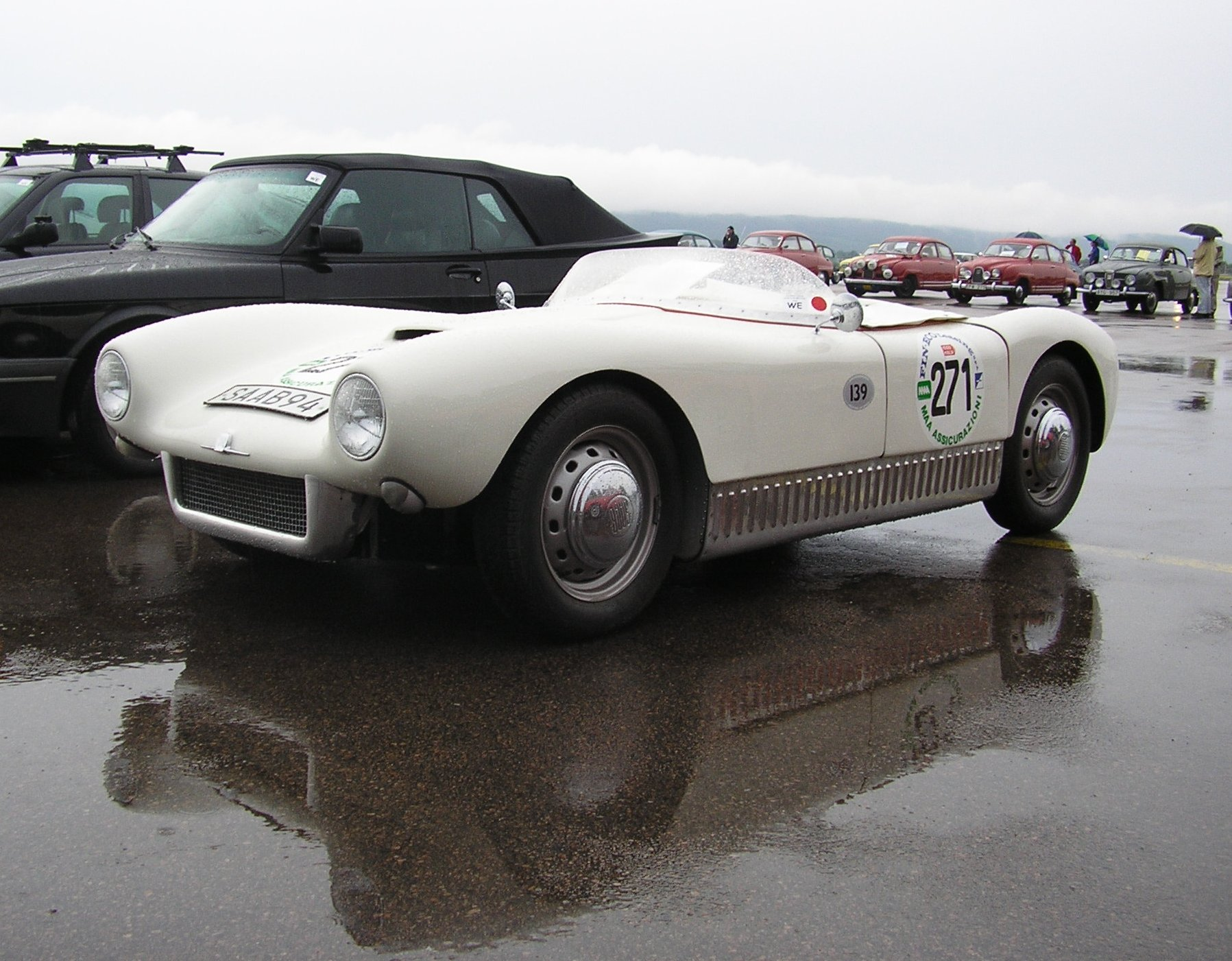
Saab Sonett I (první vyrobený vůz)

Saab Sonett byla série sportovních automobilů vyráběná od roku 1956 až 1974 ve třech modelových řadách švédskou automobilkou Saab.
Sonett I vznikl jako dvoumístný roadster s označením Saab 94 (také Saab Sonett Super Sport). Představen byl 16. března 1956 na stockholmském autosalonu Bilsalong. Vývoj probíhal v naprostém utajení ve stodole v obci Åsaka u Trollhättanu. Vědělo a podílelo se na něm ve svém volném čase jen několik lidí pod vedením testovacího jezdce Rolfa Mellde. Náklady na vývoj činily 75 000 švédských korun.
Jméno Sonett nepochází od sonetu jako literárního útvaru, ale je odvozeno z fonetického přepisu ze švédského vyjádření obdivu, které pronesl Rolf Mellde: „Så nätt den är“ („ten vůz je tak pěkný“).
Modely Sonett II a III byly známy pod označením Saab 97.

## Sonett I
První verze vozu bylo vyrobeno jen 6 kusů, původní vůz s výrobním číslem 1 měl ručně vyrobenou hliníkovou karosérii, která sloužila jako vzor pro ostatních pět, vyrobených ze sklolaminátu. Vozy byly osazeny upraveným tříválcovým dvoutaktním motorem DKW o objemu 748 cm³ o výkonu 43 kw (57,5 koní). Karosérii prvního automobilu navrhl designér Sixten Sason, na svou dobu byla velmi moderní. Se změnou pravidel v motoristickém sportu se však ani jeden z vozů nikdy neúčastnil závodů. V září 1996 překonal vůz číslo 1 švédský rychlostní rekord v kategorii vozů do 750 cm³ hodnotou 159,4 kilometrů v hodině.

## Sonett II

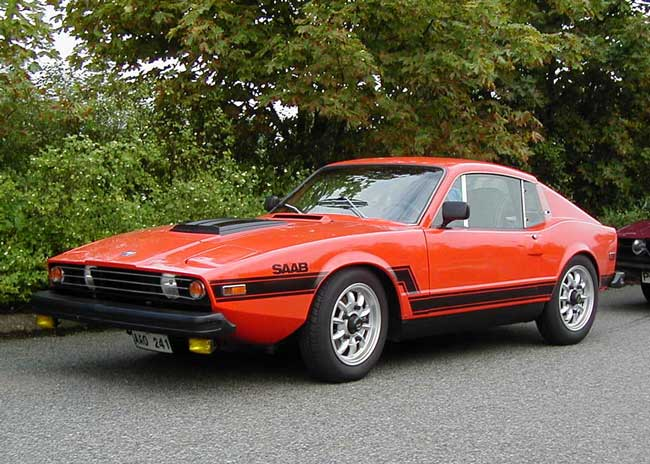
Saab Sonett III V4

V 60. letech rozhodl Björn Karlström, že by Saab měl vyvinout nový dvoumístný sportovní vůz, tentokrát však mělo jít o kupé s dvoutaktním motorem. Byly postaveny dva prototypy; Saab MFI13 firmy Malmö Flygindustri a Saab Catherina Sixtena Sasona. Pro výrobu byl zvolen MFI13. Do konce roku 1966 bylo po několika úpravách ve firmě Aktiebolaget Svenska Järnvägsverkstäderna (ASJ) ve městě Arlöv vyrobeno 28 vozů Saab 97, v dalším roce následovalo dalších 230.
Karosérie byla laminátová, přišroubovaná k ocelovému rámu a podvozku. Motor byl opět dvoutaktní tříválec o výkonu 45 kW (60 koní). Sonett II zrychlil z 0 na 100 km/h za 12,5 sekund a maximální rychlost byla 150 km/h.
Když začal Saab ostatní modely osazovat čtyřválcové motory Ford Taunus s uspořádáním do V a objemem 1 500 cm³, chtěl je také použít u Sonettu II. Vůz byl přepracován a získal označení Sonett V4. Kapota navržená Gunnarem A. Sjögrenem získala „bouli“ aby se pod ní tento vyšší motor vešel. Tato výduť byla posunuta mírně vpravo od středu, tak aby nebránila řidiči ve výhledu. Motor poskytoval výkon 48 kW (65 k) a Sonett V4 s ním dosahoval maximální rychlosti 160 km/h. Celkem bylo vyrobeno jen 1868 vozů Sonett II a V4.
Zajímavostí je, že v roce 1962 firma SAAB otevřela své zastoupení v Československu; mimo prodeje vozů Saab 96 byly také prodány dva vozy Sonett V4. Jeden zakoupil automobilový závodník z Prahy, druhý vůz koupila v roce 1968 firma AZNP v Mladé Boleslavi. AZNP použila později tento vůz jako základ prototypu nazvaného Škoda 1100 GT. Prototypy 1100 GT vyvíjel Ústav pro výzkum motorových vozidel v Praze v roce 1970. Jejich laminátové karosérie vyrobila firma Karosa podle formy z továrny Rudý Letov. Přední část Škody 1100 GT byla inspirována vozem Ferrari Dino, od dveří byl vůz téměř identický se Sonettem II.

## Sonett III

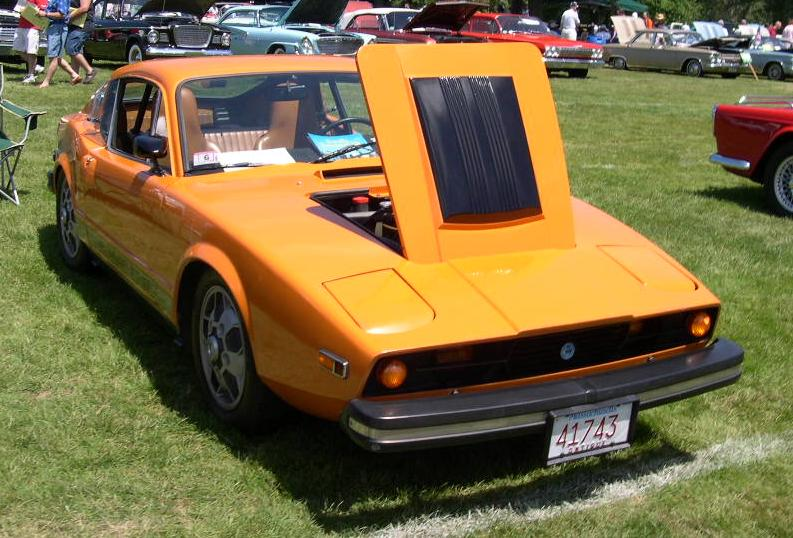
Saab Sonett III V4

Počátkem 70. let začal Sonett II mírně zastarávat. Pro konstrukci třetí modelové řady byl v roce 1970 vybrán italský návrhář Sergio Coggiola. Automobilka požadovala zachování prostřední části vozu. Coggiolla to však ignoroval a navrhl výrazně širší vůz a tak byl vystřídán designérem automobilky Gunnar Sjögrenem. Model byl představen na jaře 1970, do konce roku bylo vyrobeno 740 těchto vozů, z převážné části určených pro severoamerický trh.
Sonett III s označením '97' ve VIN používal stejný motor Ford V4 s objemem 1 500 cm³ a od podzimu 1970 (modelový rok 1971) motor 1700 cm³. Oba dávaly výkon 48 kW (65 k). Sonett III zrychloval z 0 na 100 km/h za 13 sekund a díky „delším“ převodům byla jeho maximální rychlost 165 km/h. Součinitel odporu měl hodnotu 0,31. V roce 1973 přibyl na vozech Sonett III také deformovatelný nárazník. Produkce byla ukončena v roce 1974 kvůli zpřísněným emisním limitům v USA. Celkem bylo vyrobeno 10 236 vozů Saab 97 (Sonett II a III).